# Артиг (Горња Гарона)
Артиг (фр. Artigue) насеље је и општина у јужној Француској у региону Миди Пирене, у департману Горња Гарона која припада префектури Сен Годан.
По подацима из 2011. године у општини је живело 34 становника, а густина насељености је износила 3,5 становника/km². Општина се простире на површини од 9,72 km². Налази се на средњој надморској висини од 1250 метара (максималној 2081 m, а минималној 840 m).

## Демографија
| 1962. | 1968. | 1975. | 1982. | 1990. | 1999. | 2011. |
| ----- | ----- | ----- | ----- | ----- | ----- | ----- |
| 22    | 31    | 21    | 20    | 25    | 34    | 34    |

График промене броја становника у току последњих година